# Rebeka Masarova
Rebeka Masarova (n. 6 august 1999, Basel, Cantonul Basel-Oraș, Elveția) este o tenismenă elvețiano-spaniolă. În decembrie 2023, Masarova a atins cel mai bun clasament al ei la simplu, locul 62 mondial, iar la dublu, locul 126 mondial în septembrie 2023. Campioana de juniori la French Open din 2016 a început să reprezinte Spania în ianuarie 2018.